# Trägudars land
Trägudars land är en roman av Jan Fridegård och del av en trilogi som omfattar böckerna Trägudars land (1940), Gryningsfolket (1944) och Offerrök (1949). 
Händelserna utspelar sig i Sverige under vikingatid.

## Handlingen
Trilogin handlar om trälen Holme och hans kamp för att befria sig, sin kvinna och sedermera andra trälar från slaveri.  Första delen av "Trägudars land" börjar med att trälparet Holme och Ausi får barn, vilket ogillas av vikingagårdens hövding. Då Holme begått trältrots så beslutar sig Hövdingen för att trälarna Stor och Tan ska bära ut Ausis nyfödda dotter ut i skogen till en säker död. När slagsmål senare uppstår mellan två kämpar i Hövdingens hus, smyger Holme iväg till skogen och räddar barnet. Därefter rymmer Holme med modern, trälinnan Ausi, till en grotta. Där bor de tills de blir hittade av kämpen Stenulf, som Holme och Ausi blir tvungna att döda. Efter att Stenulf dödats blir paret tvingade att fly allt längre bort från boplatsen, då Hövdingens kämpar kommer allt närmare i sitt sökande. På vägen bort från boplatsen träffar Holme och Ausi en missionär som leder dem till Birka. De kallar honom för Främlingen. Hans mål är att kristna nordborna vilket leder till konflikter också mellan den nu troende Ausi och Holme som inte alls vill bekänna sig till kristendomen. Uppgörelsen kommer då de följer med till niodagarsblotet i Uppsala.